# لیلا توغوتلو
لیلا لیدیا توئوتلو (به ترکی استانبولی: Leyla Lidya Tuğutlu) (زاده ۲۹ اکتبر ۱۹۸۹) بازیگر، مدل و خواننده زن اهل ترکیه است که به عنوان دختر شایسته ترکیه در سال ۲۰۰۸ برگزیده شد. و به عنوان نماینده ترکیه در مسابقات انتخاب بانوی برگزیده سال جهان در سال ۲۰۰۸ در آفریقای جنوبی شرکت کرد. پدر لیلا ترکیه‌ای و مادرش آلمانی است. او دارای یک خواهر به اسم مارال است. وی به سه زبان ترکی، آلمانی و انگلیسی تسلط داشته و در دانشگاه استانبول رشته زبان و ادبیات آلمانی خوانده است. لیلا لیدیا توغوتلو پیش از ورود به عرصه بازیگری به عنوان مدل با یک آژانس مدلینگ در ترکیه همکاری داشت و به دلیل برخورداری از چهره ای زیبا و دلنشین پیشرفت کاری خوبی را تجربه کرد.

## فیلم شناسی

### فیلم
- دلیبال (۲۰۱۵)
- آرما ۱:حمله مسلحانه (۲۰۱۹)
- آرما ۲ (۲۰۲۰)

### تلویزیون
- کارادایی (۲۰۱۵–۲۰۱۲)
- عشق اجاره‌ای (۲۰۱۶–۲۰۱۵)
- انتقام شیرین (۲۰۱۶)
- این شهر پشت سرت خواهد آمد (۲۰۱۷)
- دخترم (۲۰۱۹–۲۰۱۸)
- رستاخیز: امپراتوری بزرگ سلجوقی (۲۰۲۱–۲۰۲۰)